# One-drop rule
One-drop rule (en-droppes-regeln) var en benämning på de regler under rassegregeringens USA som bestämde rastillhörigheten i svart ras och vit ras. En person med en åttondels afrikanskt blod i sig (enligt dåtidens terminologi en octoroon) skulle lagligen klassificeras som svart. Lagen var detaljrik, men i praktiken fick lagens väktare ofta värdera detta genom blotta ögat, när släktleden var okända för att åttondelen blod skulle kunna urskiljas. Vissa människor, som annars skulle klassas som svarta, kunde passera som vita och på så vis komma i åtnjutande av större fysisk, social och ekonomisk frihet, så kallad passing.